# Le Démon sur la ville
Pour plus de détails, voir Fiche technique et Distribution.
Le Démon sur la ville (titre original : Maid of Salem) est un film américain en noir et blanc réalisé par Frank Lloyd, sorti en 1937.
Inspiré du procès des sorcières de Salem, ce film est l'un des sept que les acteurs Claudette Colbert et Fred MacMurray ont tourné ensemble.

## Synopsis
En 1692, une chasse aux sorcières parmi la population puritaine, a lieu dans la ville de Salem, dans l’État du Massachusetts. 
Punie pour avoir volé un livre de sorcellerie, la bavarde adolescente Ann Goode veut se venger. Elle accuse les amoureux Roger Coverman et Barbara Clarke de sorcellerie ; ils sont tous deux persécutés par les habitants superstitieux, qui organisent un procès. Barbara est condamnée au bûcher, mais Roger la sauve in extremis.

## Fiche technique
- Titre : Le Démon sur la ville
- Titre original : Maid of Salem
- Réalisation : Frank Lloyd
- Scénario : Walter Ferris, Durward Grimstead et Bradley King, d'après une histoire de Bradley King
- Musique : Victor Young
- Direction musicale : Boris Morros
- Direction artistique : Hans Dreier et Bernard Herzbrun
- Décors : A.E. Freudeman
- Costumes : Travis Banton
- Photographie : Leo Tover
- Montage : Hugh Bennett
- Producteur : Howard Estabrook
- Société de production : Paramount Pictures
- Pays de production :  États-Unis
- Langue originale : anglais américain
- Format : noir et blanc — 35 mm — 1,37:1 — son : mono (Western Electric Noiseless Recording)
- Genre : drame historique
- Durée : 85 minutes (1 h 25)
- Dates de sortie : 
  - États-Unis : 3 mars 1937
  - France : 22 avril 1937

## Distribution
- Claudette Colbert : Barbara Clarke
- Fred MacMurray : Roger Coverman
- Harvey Stephens : Dr John Harding
- Gale Sondergaard : Martha Harding
- Louise Dresser : Ellen Clarke
- Edward Ellis : Elder Goode
- Benny Bartlett : Timothy Clarke
- Beulah Bondi : Abigail Goode
- Bonita Granville : Ann Goode
- Virginia Weidler : Nabby Goode
- Donald Meek : Ezra Cheeves
- E.E. Clive : Bilge
- Halliwell Hobbes : Jeremiah
- Mary Treen : Susy Abbott
- Hayden Stevenson : shérif-adjoint